# Choranthias
A Choranthias a sugarasúszójú halak (Actinopterygii) osztályának sügéralakúak (Perciformes) rendjébe, ezen belül a fűrészfogú sügérfélék (Serranidae) családjába tartozó nem.

## Tudnivalók
A Choranthias-fajok korábban, azaz 2012-ig a sziklasügérek (Anthias) közé voltak besorolva. Ezek a halak az Atlanti-óceán nyugati felének a középső térségében élnek. Az USA-beli Észak-Karolinától egészen a brazíliai Szent Pál-szikláig (St. Paul's Rocks) fordulnak elő. A C. tenuis az északibb faj, míg a C. salmopunctatus a délebbi. Trópusi és szubtrópusi tengeri halak, amely nagyjából 6 centiméteresek.

## Rendszerezés
A nembe az alábbi 2 faj tartozik:
- Choranthias salmopunctatus (Lubbock & Edwards, 1981)
- Choranthias tenuis (Nichols, 1920) - típusfaj